# Parki w Łodzi

Parki w Łodzi

Na obszarze Łodzi istnieje duży zespół zieleni miejskiej. Oprócz kilku lasów (w tym jednego z największych europejskich lasów miejskich – łagiewnickiego – o powierzchni 1205 ha), skwerów i wielu ogrodów działkowych, szczególne znaczenie dla mieszkańców mają parki, będące miejscem codziennego wypoczynku i rekreacji. 
Jedenaście publicznych parków w Łodzi uznano za zabytki kultury. Wiele z nich pamięta jeszcze czasy Łodzi przemysłowej w XIX wieku. Były to wówczas parki prywatne, tworzone tuż obok rezydencji fabrykantów. Ale obok nich, począwszy od parku Źródliska – utworzonego w 1840 roku, przemysłowcy dostrzegli również potrzebę budowania publicznych miejsc odpoczynku dla swoich pracowników.
Największe łódzkie parki – Piłsudskiego, Poniatowskiego, Mickiewicza, Źródliska i 3 Maja – tworzone były w oparciu o istniejące lasy. Śladem tego procesu są drzewa, znacznie przekraczające wiekiem czas ich założenia.

## Bałuty

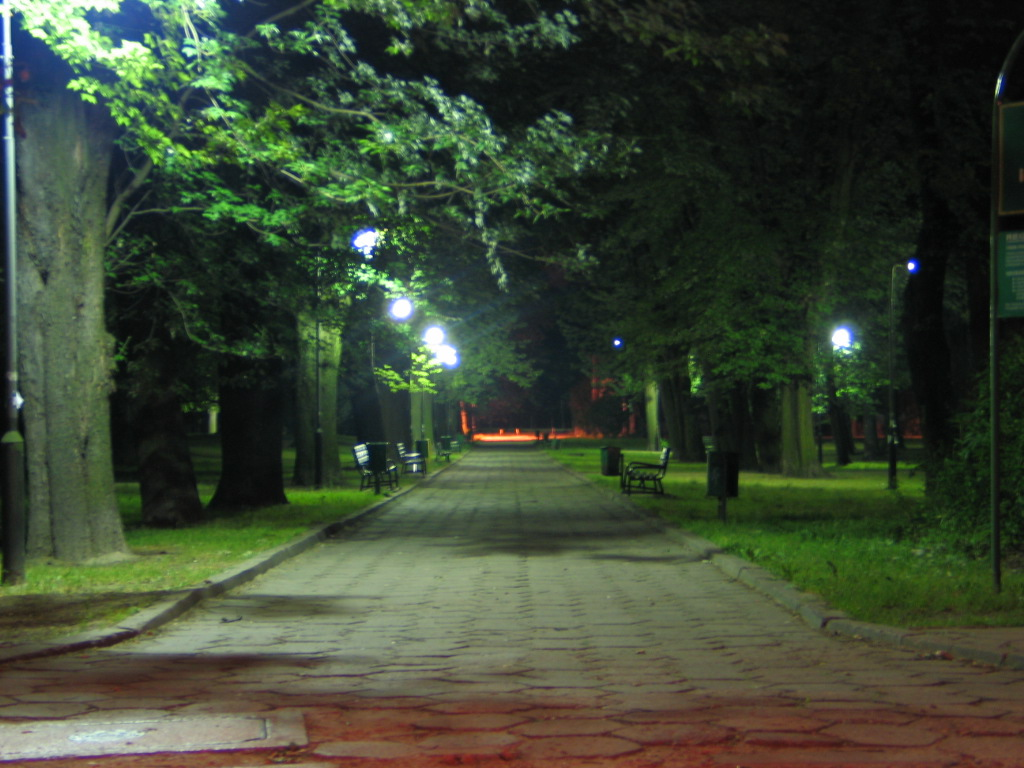
Park im. Andrzeja Struga

### Psi park
rejon ulic: Liściasta

### im. Andrzeja Struga
rejon ulic: ks. Brzóski, Piekarska, Olsztyńska
Opis parku

### Szarych Szeregów

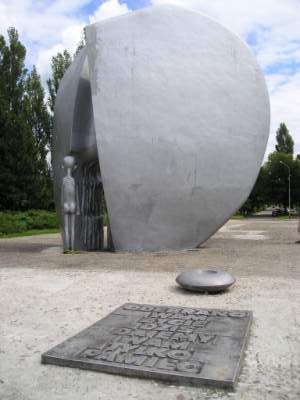
Pomnik "Martyrologii Dzieci" w Łodzi w Parku Szarych Szeregów

rejon ulic: Marysińska, Staszica, Górnicza, strona północna, strona południowa po obwodzie ulicy Boya-Żeleńskiego, Obr. Westerplatte.
Opis parku

### Mickiewicza
Zwany „Parkiem Julianowskim" od fundatora Juliusza Heinzla. Jeden z największych łódzkich parków, w którego obrębie znajduje się pokaźnych rozmiarów staw, tzw. „muszla" koncertowa oraz jedna z większych łódzkich rzek – Sokołówka. Park ten niejednokrotnie porównywany jest do warszawskich Łazienek.
rejon ulic: Zgierska, Biegańskiego, Krzewowa, Al. Róż, Folwarczna, Jaworowa
Opis parku Opis parku 2

### Helenów

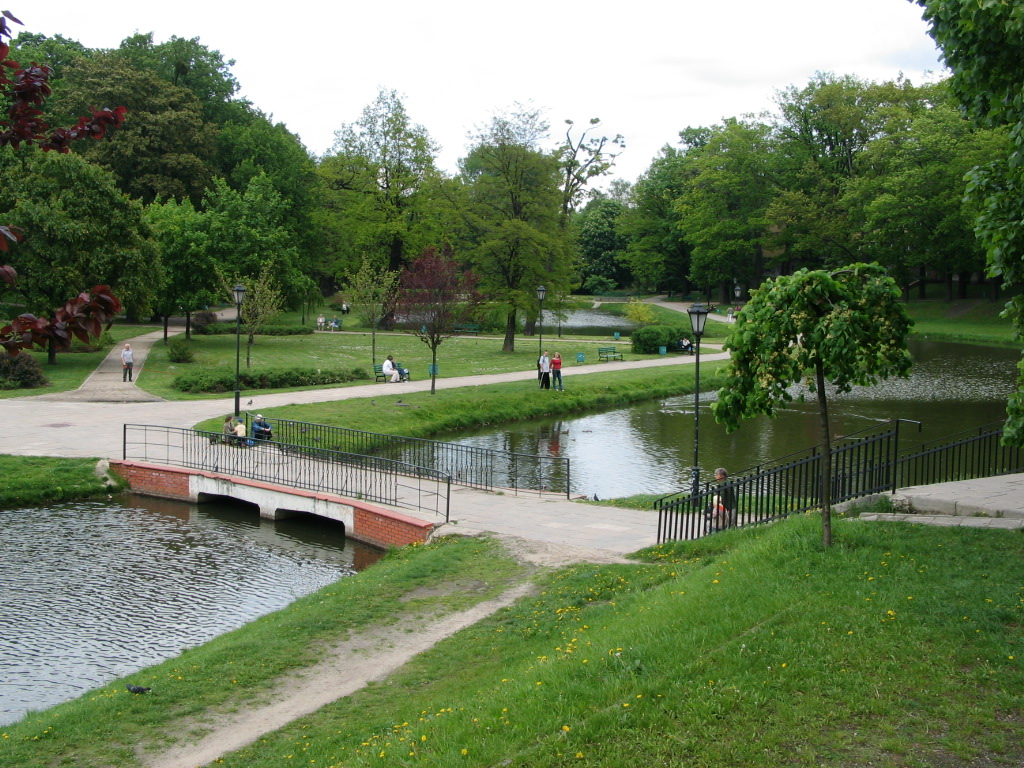
Stawy w Parku Helenów

Dawniej Park im. 19 Stycznia
rejon ulic: Północna, Źródłowa, Smugowa
Opis parku
Opis parku 2

### Żeromskiego
rejon ulic: Al. Urody Życia, Kaczeńcowa, Rojna, Lniana,

### Małogoskie Pole
rejon ulic: Rojna, Kaczeńcowa, Al. Ordowąża, przy parku Żeromskiego

### Park Kielecki
rejon ulic: Pasjonistów, Judyma, Rojna

### Andersa
rejon ulic: Kwiatowa, Klaretyńska, Al. Klity
Opis parku

### Staromiejski

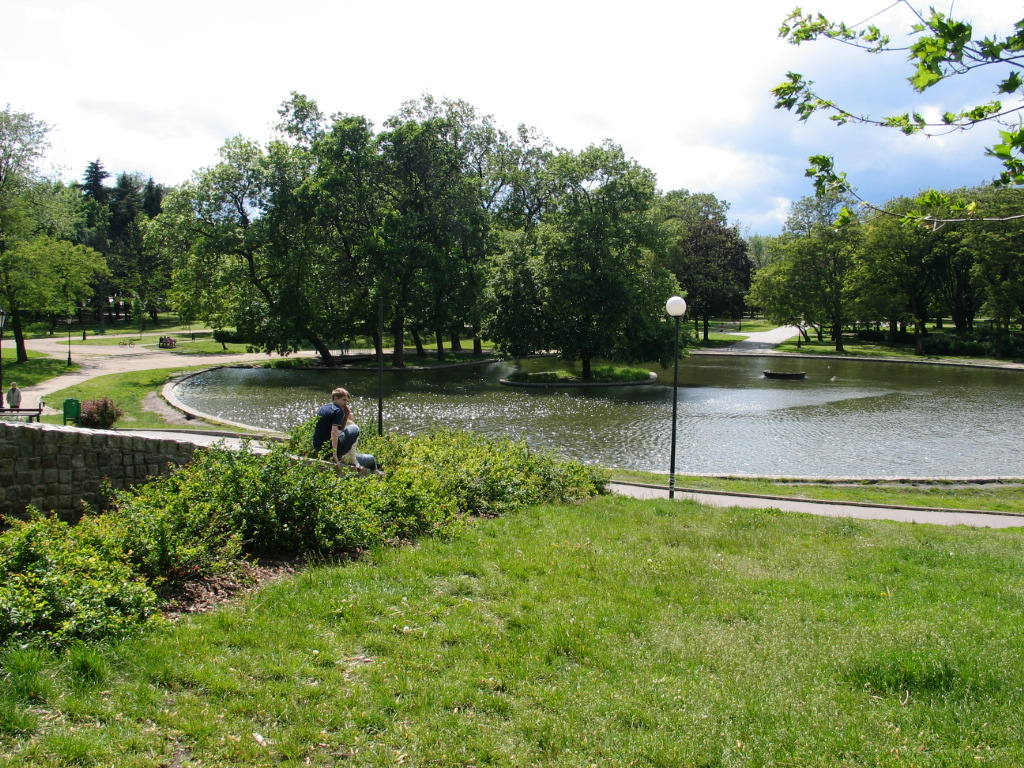
Park Staromiejski nad stawem na Łódce

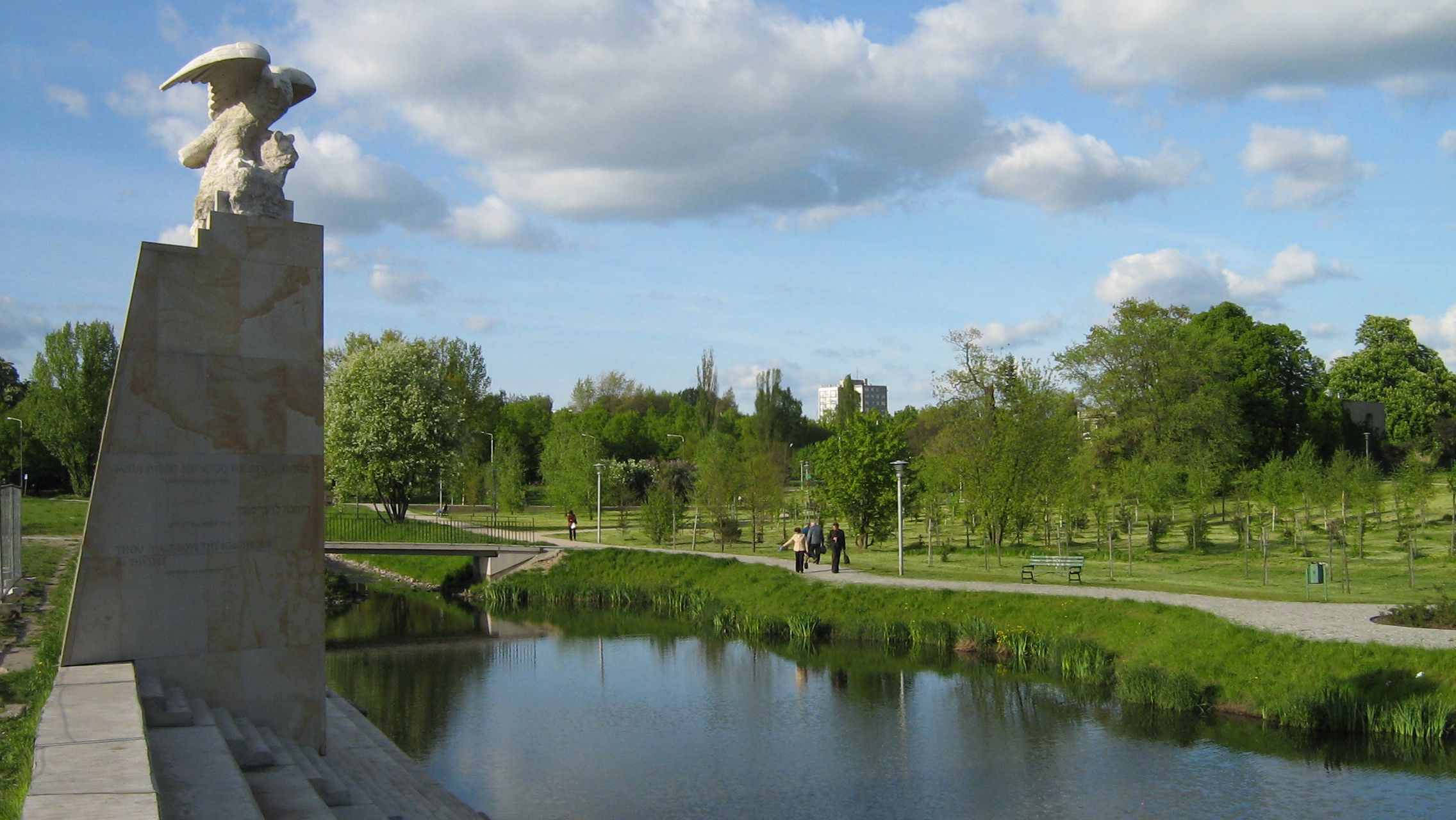
Park Ocalałych

Zwany „Parkiem Śledzia"
rejon ulic: Zachodnia, Ogrodowa, Północna, Franciszkańska
Opis parku

### Park Piastowski
rejon ulic: Wici, Aleksandrowska

### Plac Piastowski
rejon ulic: Bazarowa, Lutomierska, Rybna

### Przy Hipotecznej
rejon ulic: Hipoteczna, Pojezierska, Grunwaldzka

### Skwer Olszynki Grochowskiej
rejon ulic: Rojna, Strzałkowskiego

### Skwer Gdański
rejon ulic: Wojska Polskiego, Sucharskiego, Głowackiego

### Park Ocalałych
rejon ulic: Wojska Polskiego 83
Opis parku

### Park im. Stefana Rogowicza – Zielona Ostoja
rejon ulic: Wycieczkowa, Centralna
Park utworzony w miejscu dawnej szkółki ogrodniczej. Nazwa parku ma upamiętniać osobę Stefana Rogowicza, który był  naczelnikiem wydziału plantacji miejskich i twórcą wielu łódzkich parków.

## Górna

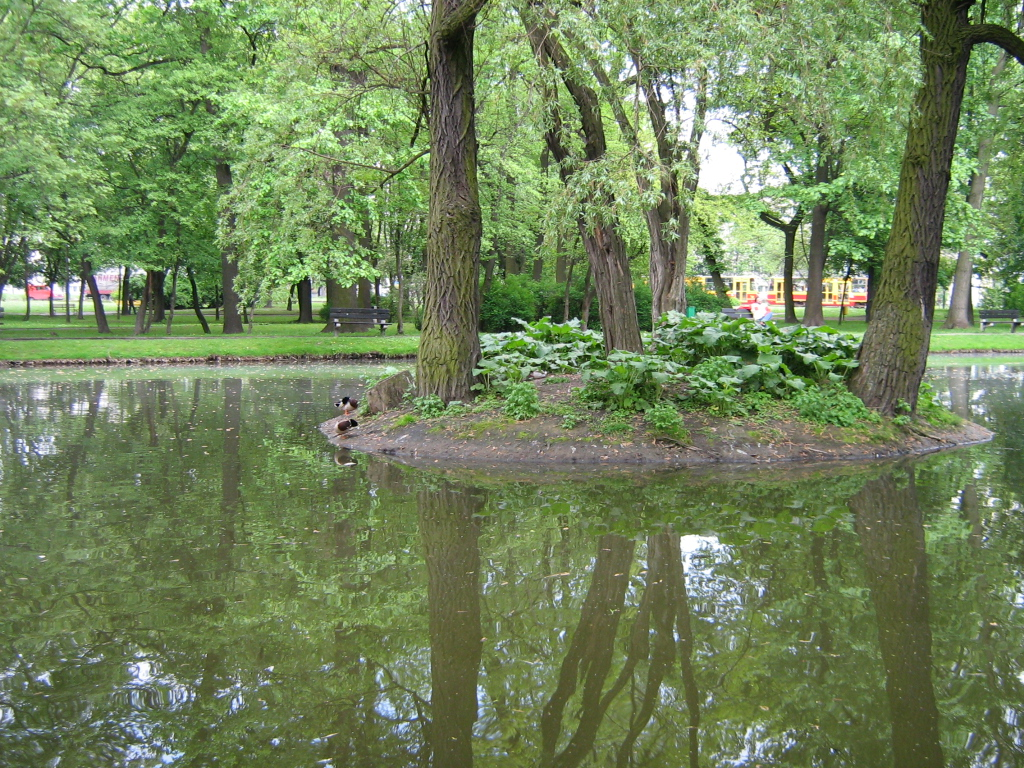
Park Sielanka

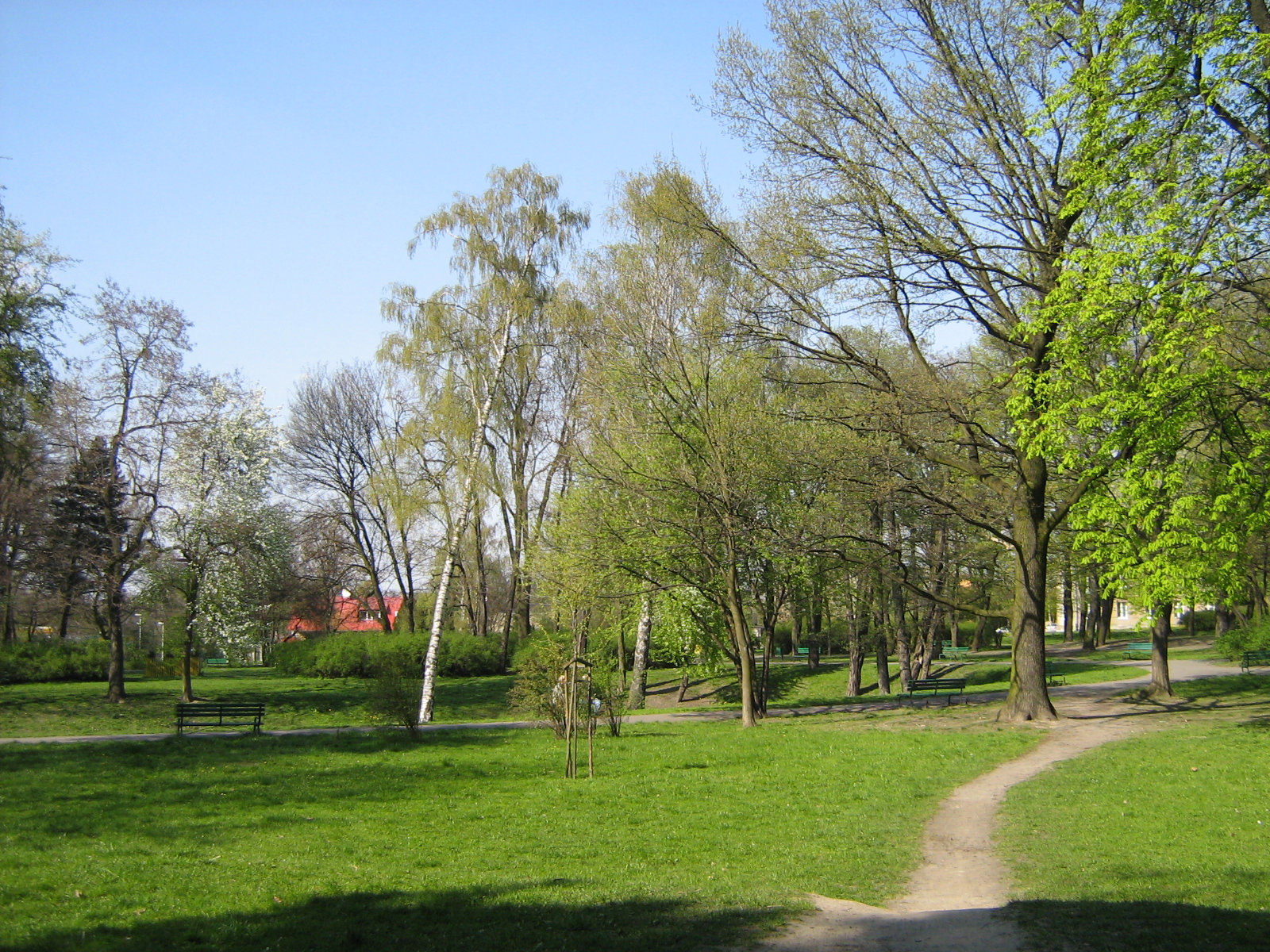
Park Słowackiego

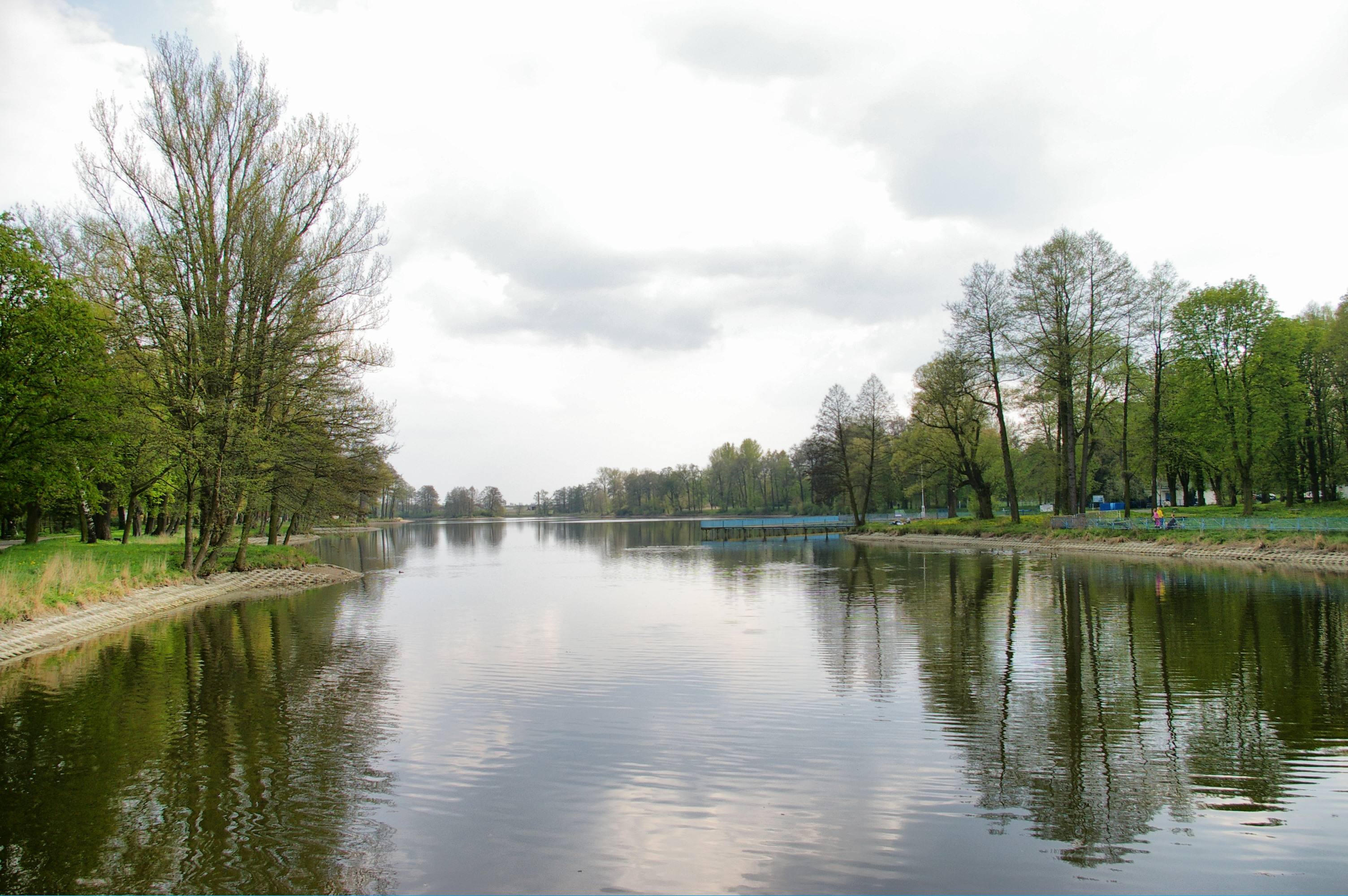
Stawy Stefańskiego

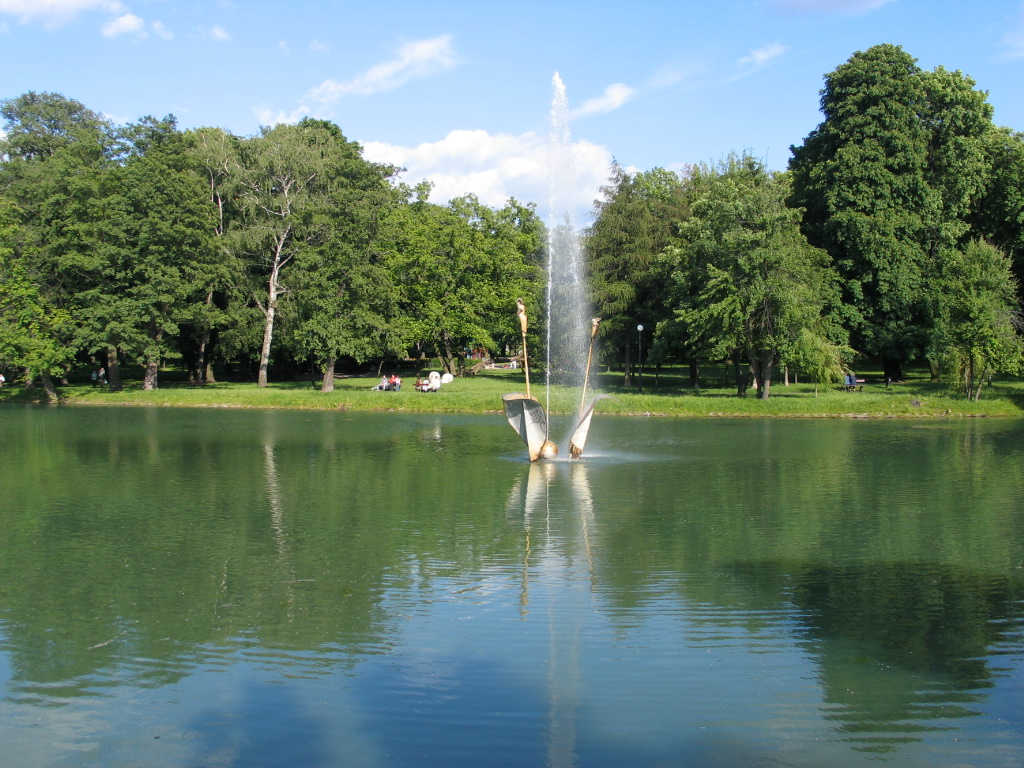
Park Reymonta

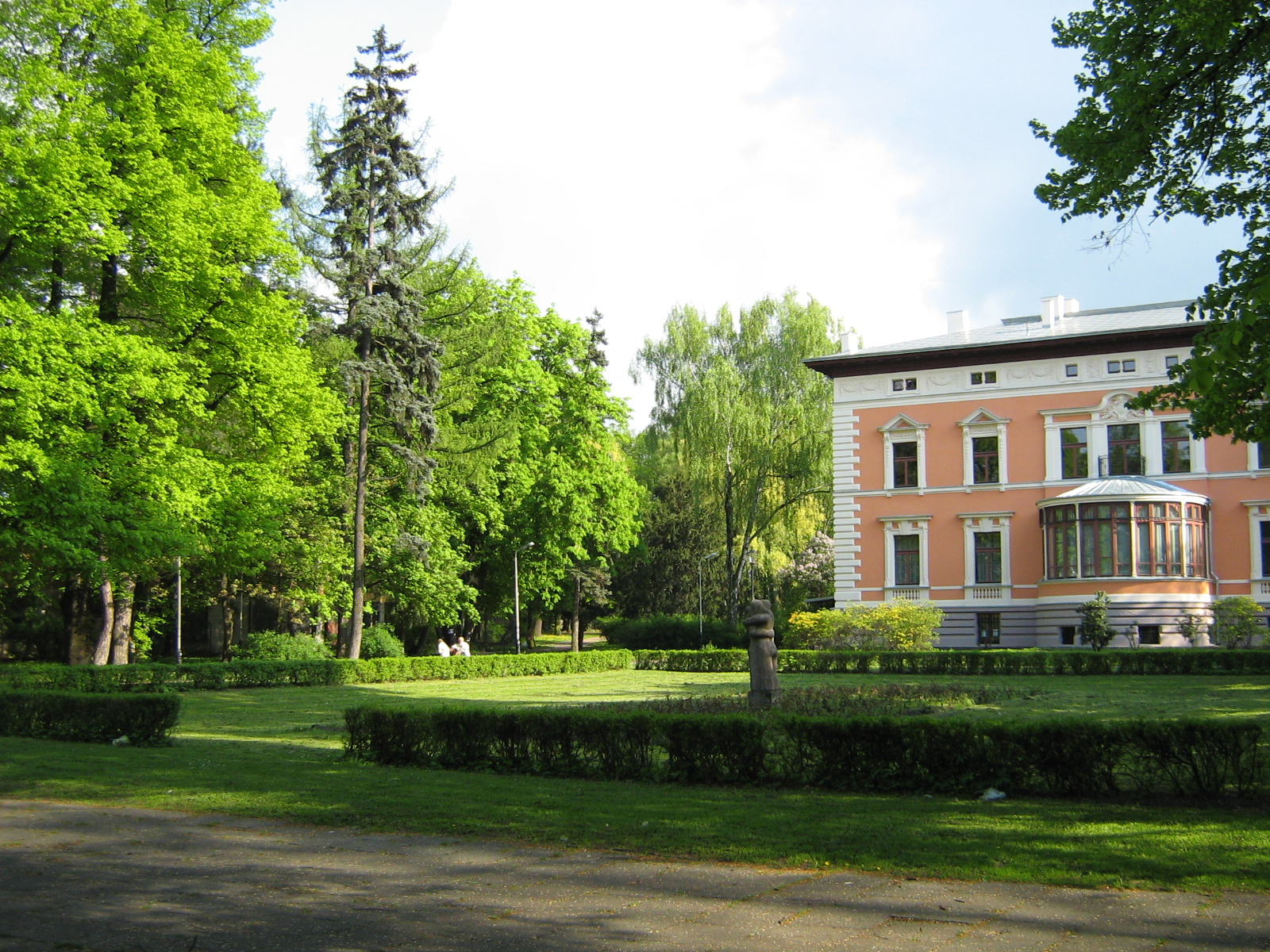
Park im. Legionów

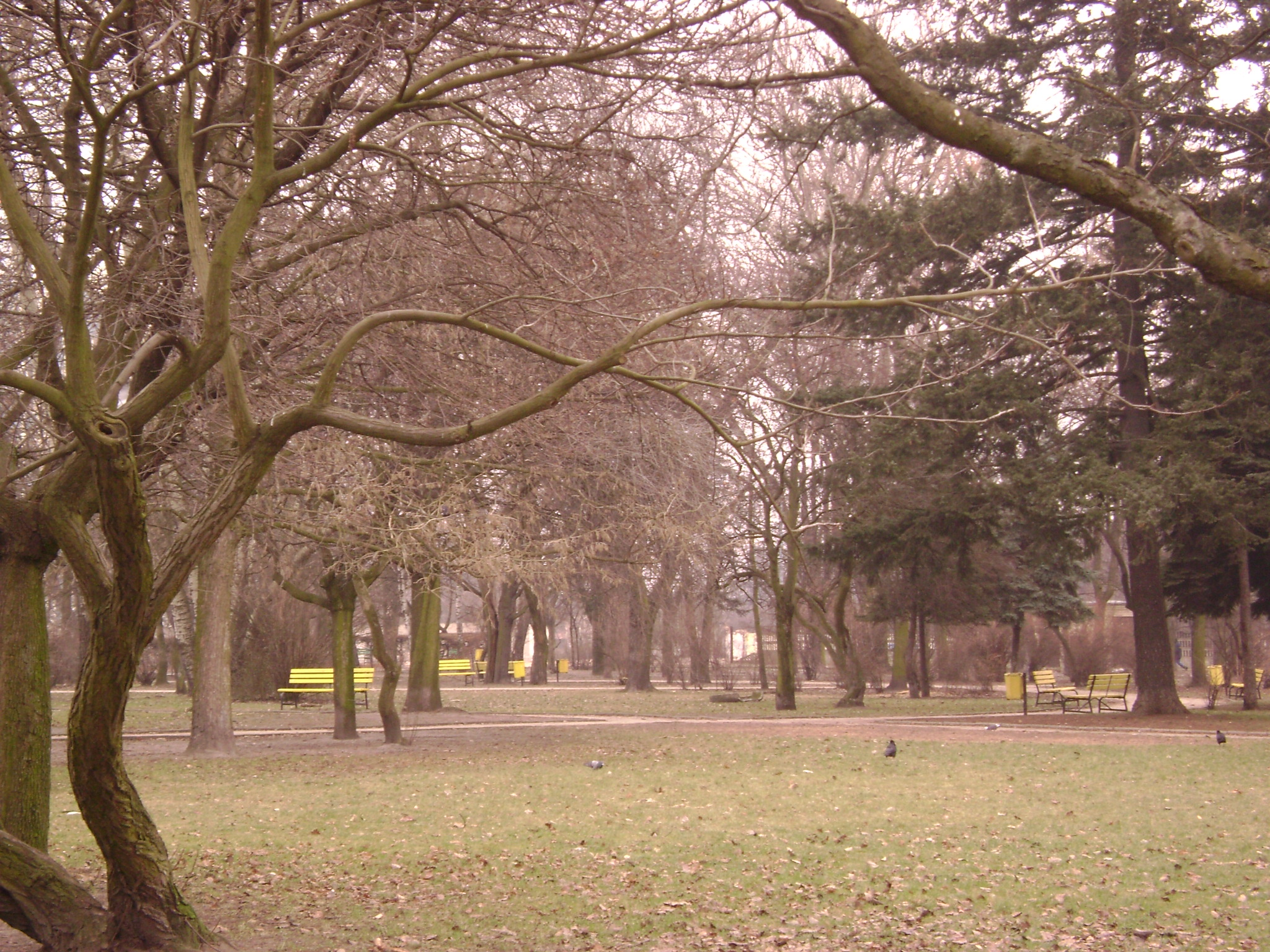
Park przy ulicy Leczniczej

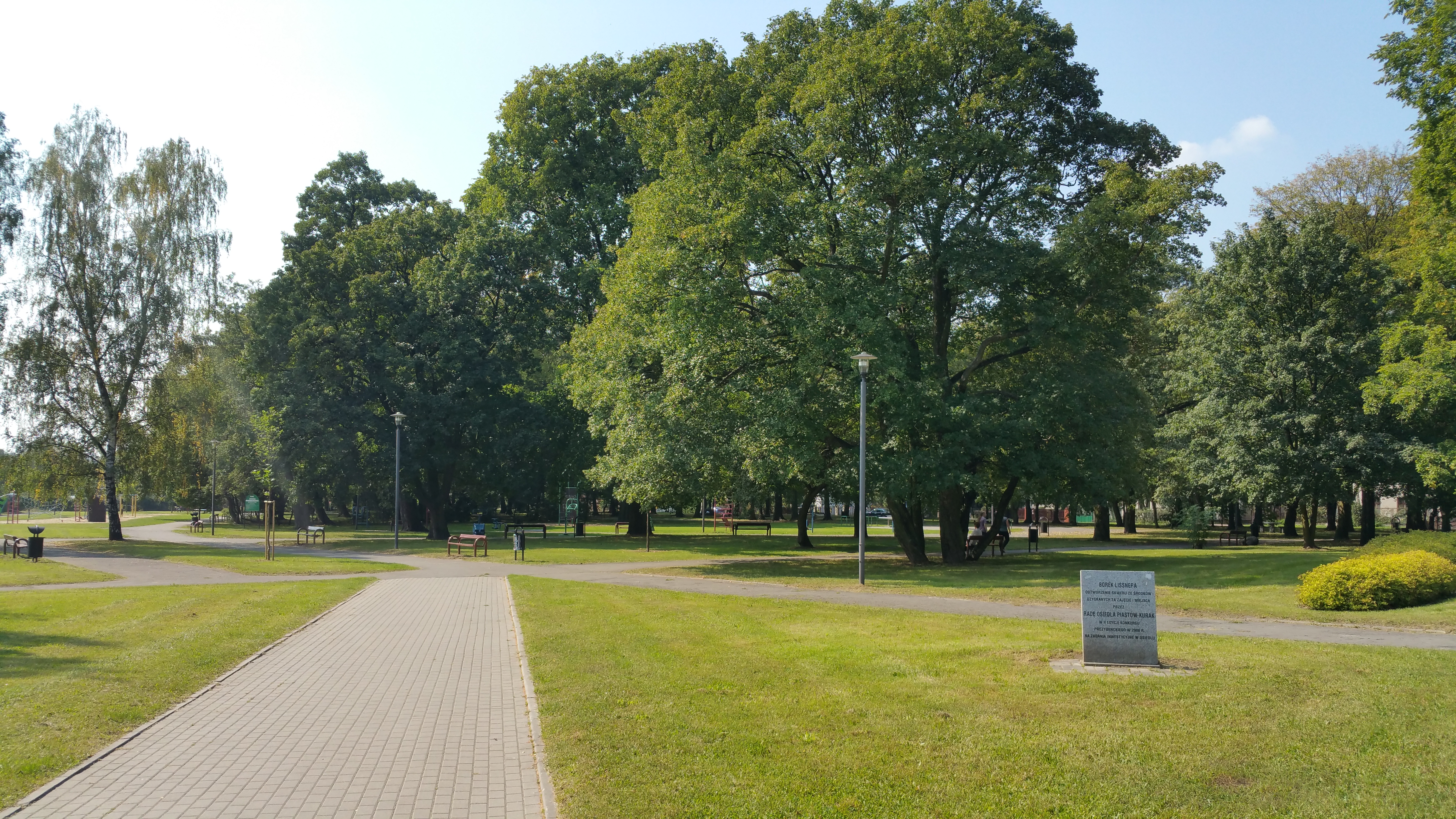
Borek Lissnera

### przy ulicy Brójeckiej
rejon ulic: Kolumny, Brójecka

### Dąbrowskiego
rejon ulic: Rzgowska, Jachowicza, Dąbrowskiego
Opis parku
Opis parku 2

### Skwer Dubaniewicza
Zwany „Parkiem Młodości"
rejon ulic: Paderewskiego, Strycharska
Opis parku

### Sielanka
rejon ulic: Pabianicka, Cieszkowskiego, Rondo Lotników Lwowskich
Opis parku
Opis parku 2

### Skrzywana
rejon ulic: Skrzywana, Wólczańska

### Słowackiego
Zwany „Wenecją" – miejsce pierwszego objawienia św.Faustyny Kowalskiej
rejon ulic: Pabianicka, Cieszyńska, Al. Politechniki
Opis parku
Opis parku 2

### 1 Maja, Stawy Stefańskiego, OSiR
rejon ulic: Farna, Plażowa, Patriotyczna, Rudzka
Opis parku
Opis parku 2

### Reymonta
rejon ulic: Piotrkowska, Przybyszewskiego, Milionowa
Opis parku

### Rudzka Góra, OSiR
rejon ulic: Starorudzka, Demokratyczna, Ekonomiczna, Foremna

### Legionów
Dawniej „Park Hibnera"
rejon ulic: Pabianicka, Doroty, Bednarska, Sanocka
Opis parku
Opis parku 2

### przy ulicy Leczniczej
rejon ulic: Kasowa, Lecznicza, Podmiejska, Słowackiego
Opis parku
Opis parku 2

### ZUS, częśćparku Legionów
rejon ulic: Bednarska, Żółkiewskiego, Sanocka

### Borek Lissnera
Niewielki skwer imienia łódzkiego fabrykanta Józefa Lissnera. Park położony jest w sąsiedztwie zakładów chemicznych Organika S.A. z 1889 roku. Właścicielem był wtedy Józef Lissner.
rejon ulic: Chocimska, Karpacka

### im. Tadeusza Rejtana
(na terenie byłego cmentarza ewangelickiego)
rejon ulic: Rejtana, Al. Politechniki, Piękna, Felsztyńskiego
Opis parku
Opis parku 2

### przy ulicy Konnej
rejon ulic: Konna, Wyścigowa, Ksawerowska, Długa

### Stawy Jana, OSiR
rejon ulic: Rzgowska, Paradna, Kosynierów Gdyńskich
Opis parku

### na Młynku, OSiR
rejon ulic: Młynek, Bławatna, Śląska

### Skwer im. Maksymiliana Kolbego
rejon ulic: Tatrzańska, Rydla

## Polesie

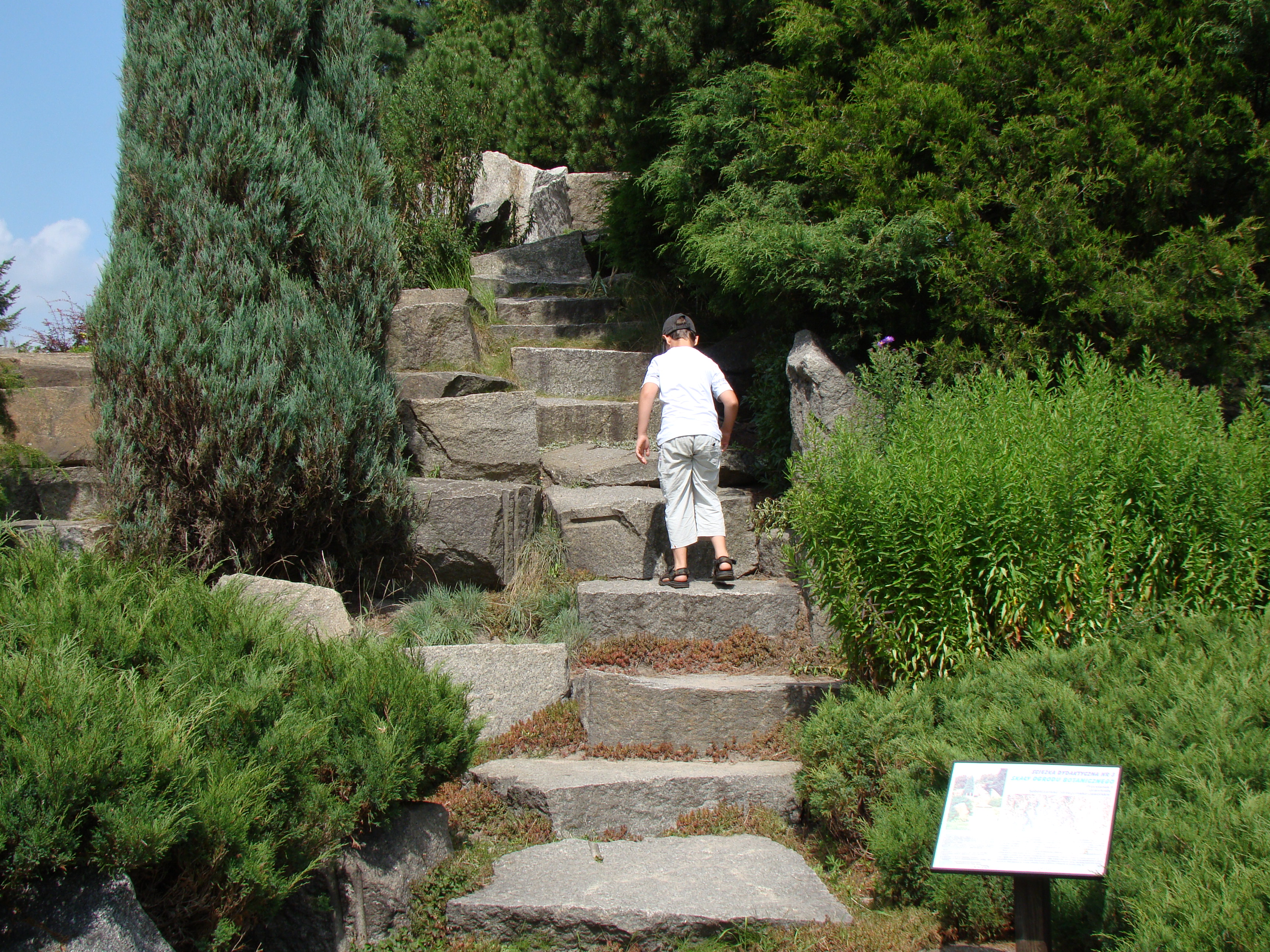
Ogród botaniczny w parku im. Piłsudskiego

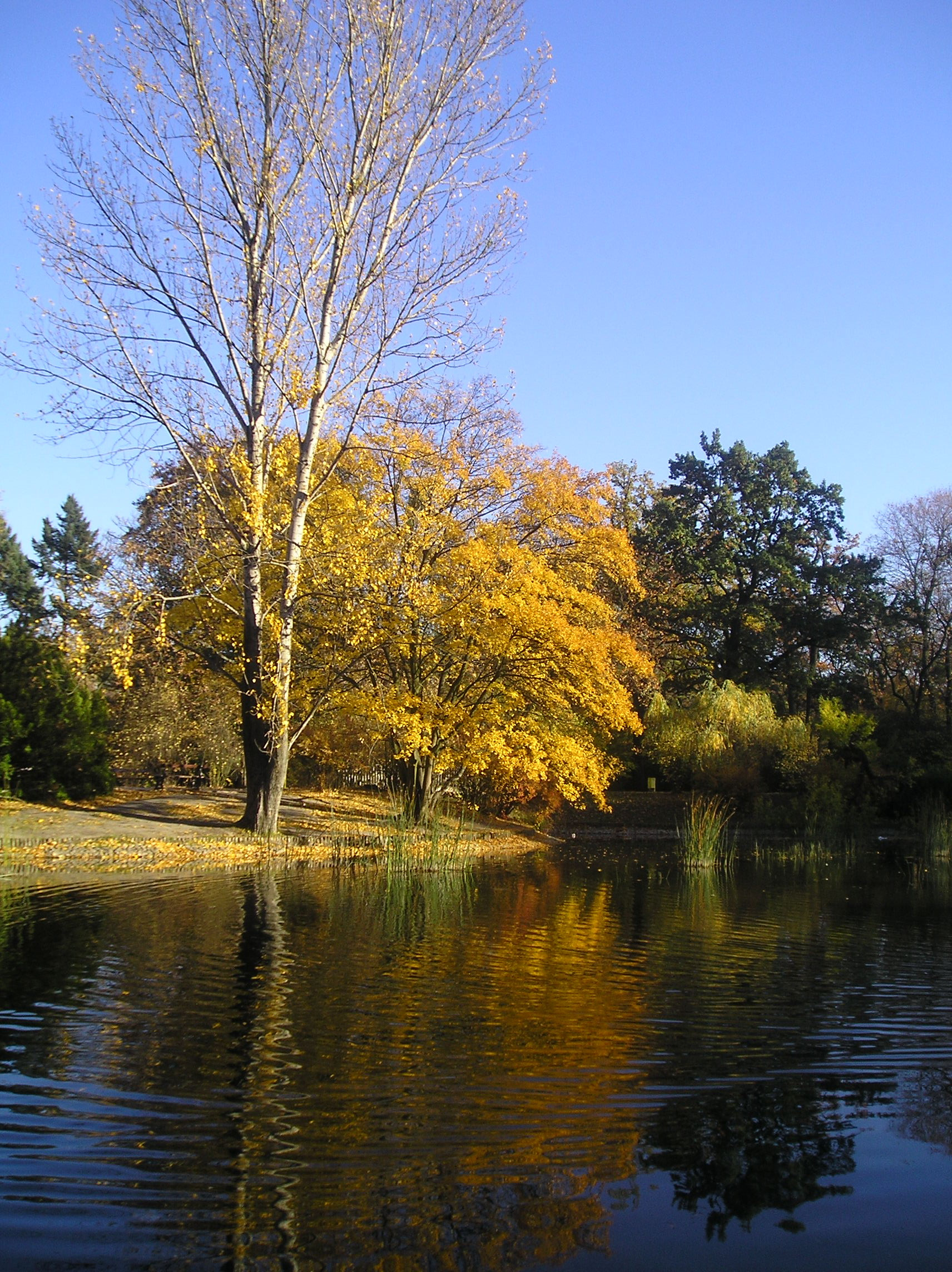
Park Poniatowskiego

### Piłsudskiego
Zwany „Zdrowiem”, dawniej „Park Ludowy”
rejon ulic: Al. Unii, Srebrzyńska, Krakowska, Krzemieniecka, Konstantynowska
Opis parku
Opis parku 2

### Park Poniatowskiego
rejon ulic: Al. Jana Pawła II, Parkowa, Żeromskiego, Mickiewicza
Opis parku
Opis parku 2

### Klepacza

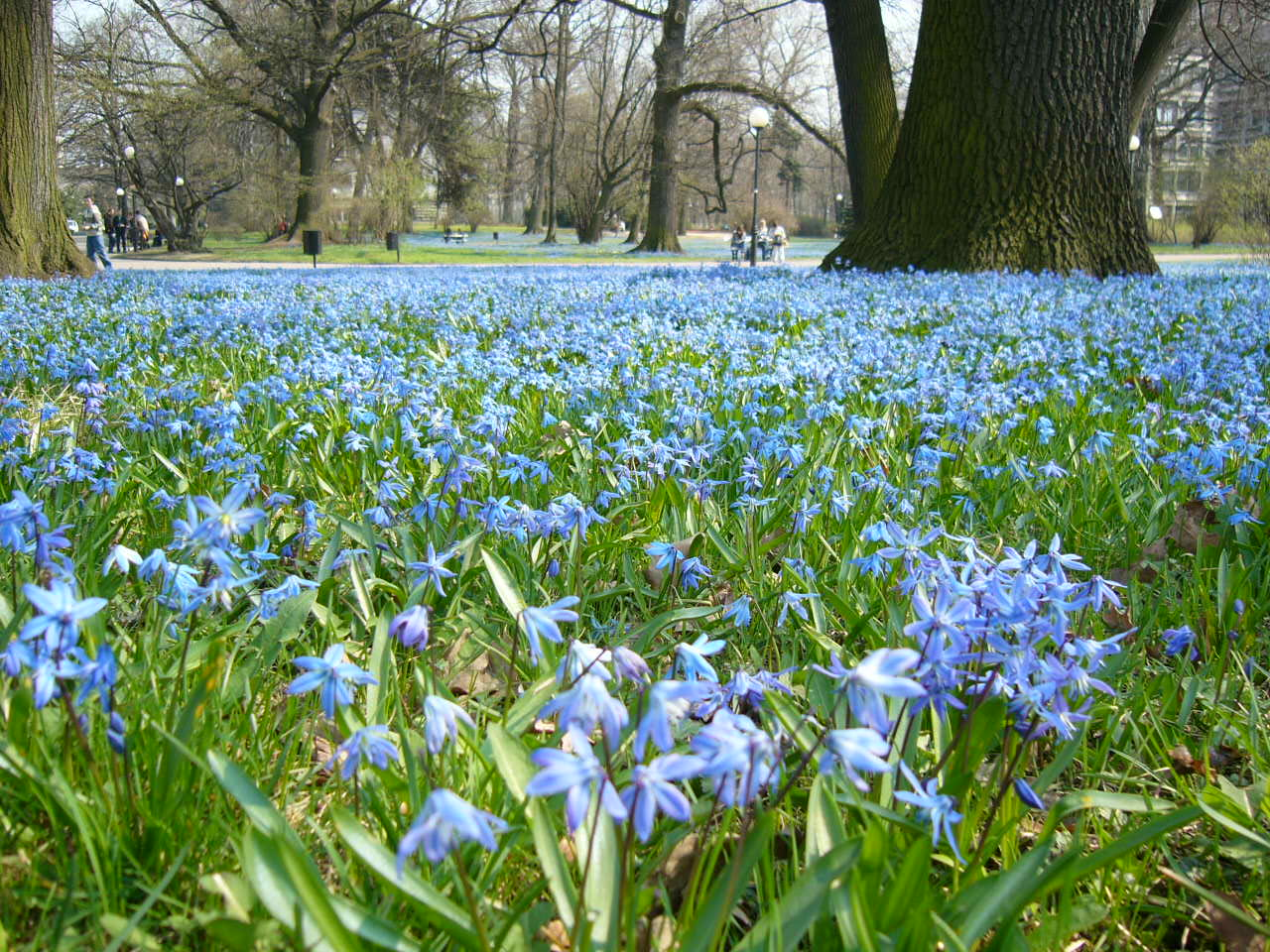
Park Klepacza

Dawniej „Park Worcella"
rejon ulic: Al. Politechniki, Skorupki, Wólczańska
Opis parku

### Skwer Linkego
rejon ulic: Żeromskiego, Więckowskiego

### Skwer przy pl. Hallera
rejon ulic: Żeligowskiego, Zielona, 6 Sierpnia

### Na Brusie
rejon ulic: Konstantynowska

### Skwer przy ul.Maratońskiej
rejon położony pomiędzy ulicą Maratońską i torami kolejowymi

### Na Smulsku
rejon ulic: Nowy Józefów, Maratońska

## Śródmieście

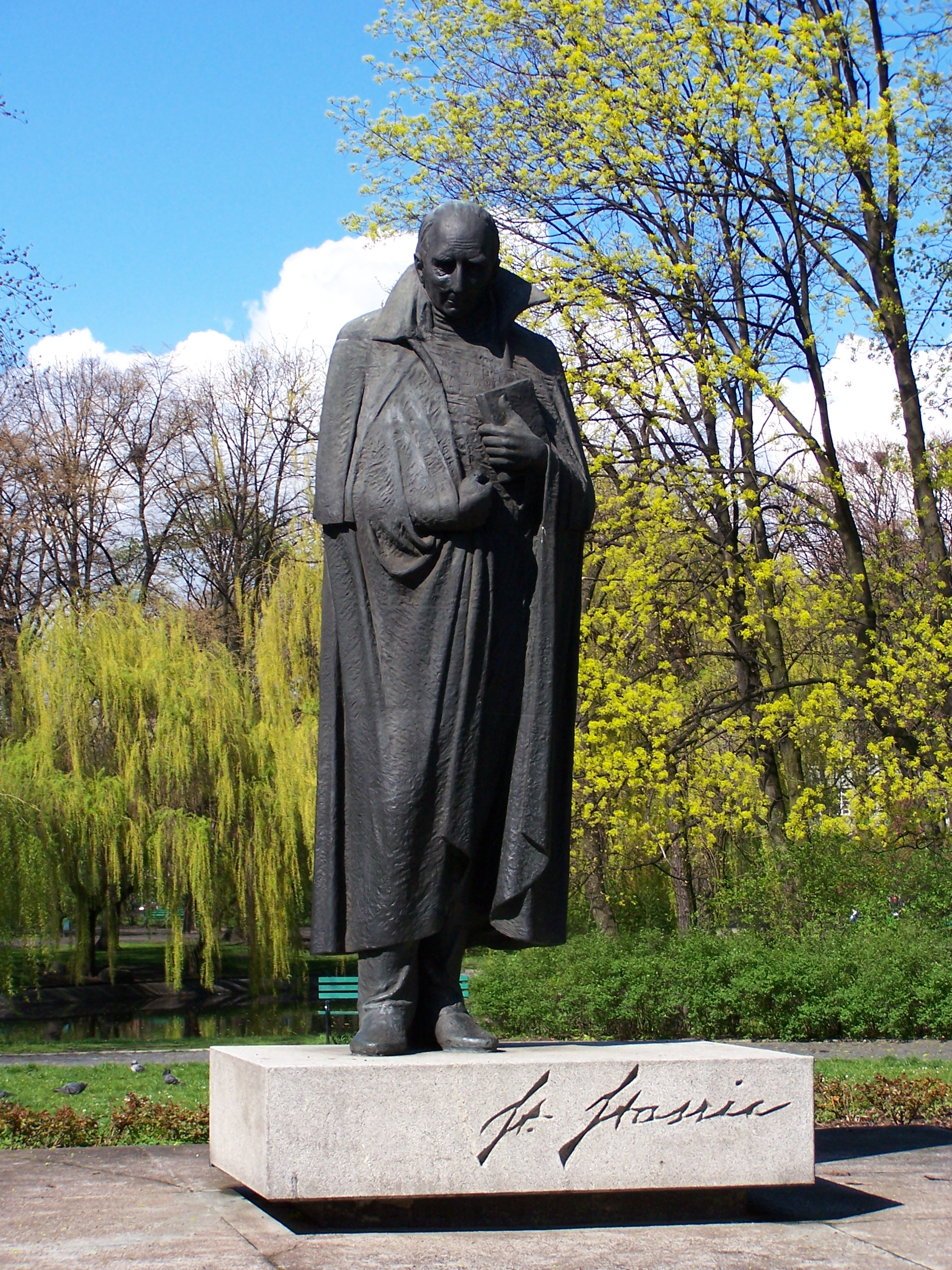
Stanisław Staszic – pomnik patrona parku

### Staszica
rejon ulic: Uniwersytecka, Narutowicza, Wierzbowa, Jaracza
Opis parku

### Sienkiewicza
Dawniej „Park Mikołajewski"
rejon ulic: Sienkiewicza, Kilińskiego, Tuwima
Opis parku Opis parku 2

### Matejki

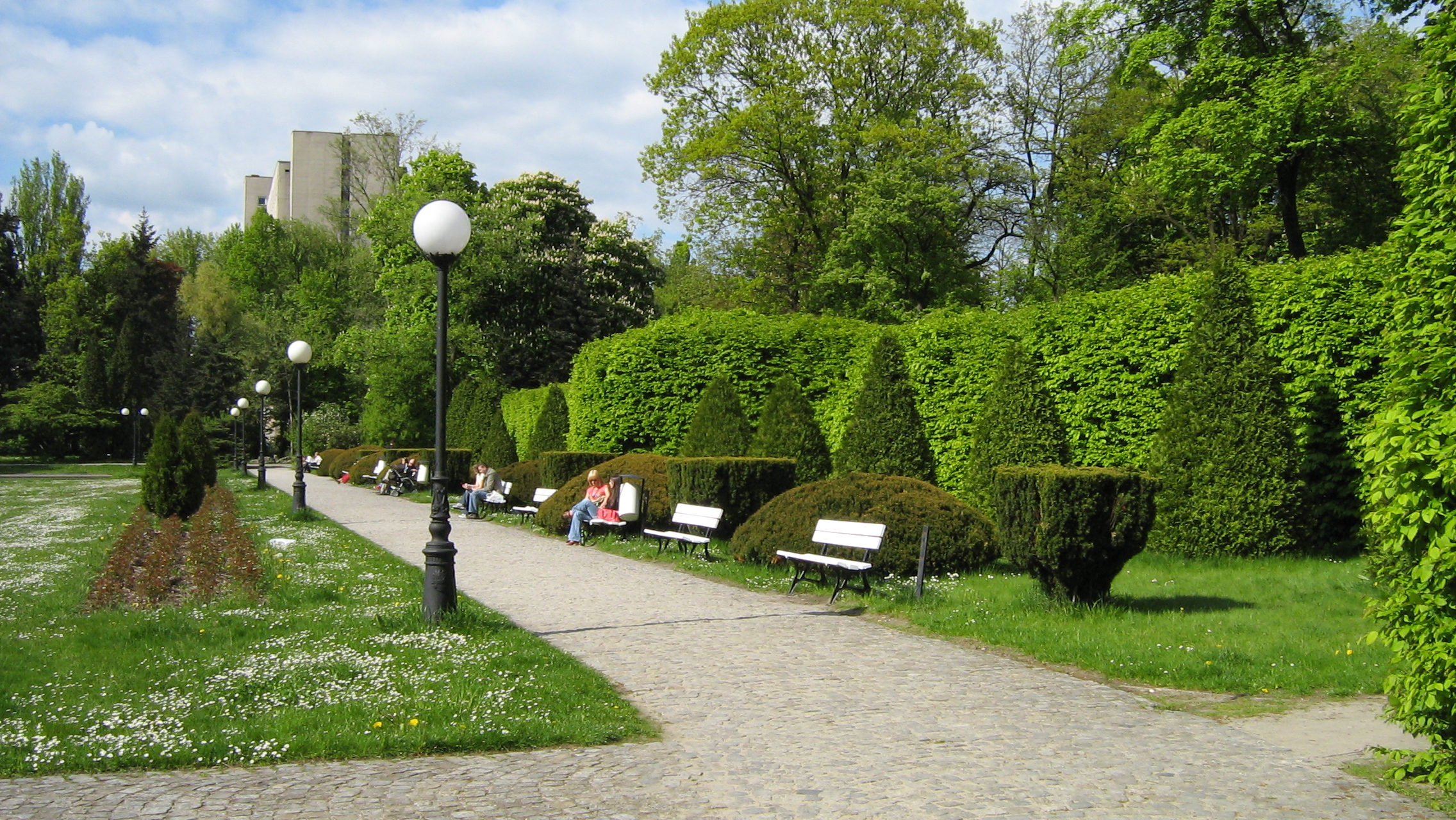
Park Matejki

rejon ulic: Narutowicza, Matejki
Opis parku
Opis parku 2

### Moniuszki
Dawniej „Kolejowy"
rejon ulic: Kilińskiego, Składowa, POW, Narutowicza
Opis parku

### Pasaż Abramowskiego
Niewielki skwer łączący ulice: Henryka Sienkiewicza i Jana Kilińskiego. Nazwę swą wziął od biegnącej równolegle do niego ulicy Edwarda Abramowskiego (pasaż od ulicy dzieli zabudowa mieszkalna). Powstał on na dawnym terenie ogrodu Barcińskich. Jest miejscem odpoczynku i relaksu okolicznych mieszkańców i nie tylko. Zachętą do odwiedzania tego skweru jest duża ilość ławek oraz drzewostanu. Pomiędzy pasażem a zabudową ulicy Abramowskiego znajdują się katakumby. Powstały na początku lat 50. po wyburzeniu budynków gospodarczych. Na długości około 400 m wykopano głęboki rów, w którym wybudowano komórki i śmietniki dla pobliskich mieszkańców. Górę komórek ukryto pod warstwą zieleni, otaczając ceglanymi „płotkami". Miejsce to robi wrażenie i z tego powodu często było wykorzystywane do kręcenia filmów (teledysk zespołu Maanam - "Kreon").

### Skwer im. Związku Strzeleckiego „Strzelec"
rejon ulic: Traugutta, Kilińskiego (przy ŁDK)

### Skwer przy POW
rejon ulic: Jaracza, POW

### Skwer Powstania Węgierskiego 1956 roku
rejon ulic: Placu Komuny Paryskiej

### Skwer Studentów 1981 roku
rejon alei: Rodziny Grohmanów i Sheiblerów
Niewielki, nowy skwer będący miejscem upamiętnienia początku strajku łódzkich studentów w 1981 roku. Początkowo skwer miał nosić nazwę Ziemi Obiecanej. Na wschód od skweru Studentów ma powstać skwer Bodo, a na południe skwer Gehliga. Wszystkie obszary zieleni miejskiej są elementami Nowego Centrum Łodzi.
Skwer Studentów ma kształt wycinka koła. Pośrodku zasadzono drzewa, na obrzeżach trawy.

## Widzew

### 3 Maja
rejon ulic: Małachowskiego, Kopcińskiego, Konstytucyjna, Krzywickiego
Opis parku
Opis parku 2

### Widzewski
rejon ulic: Piłsudskiego, Niciarniana, Sobolowa
Opis parku

### Źródliska

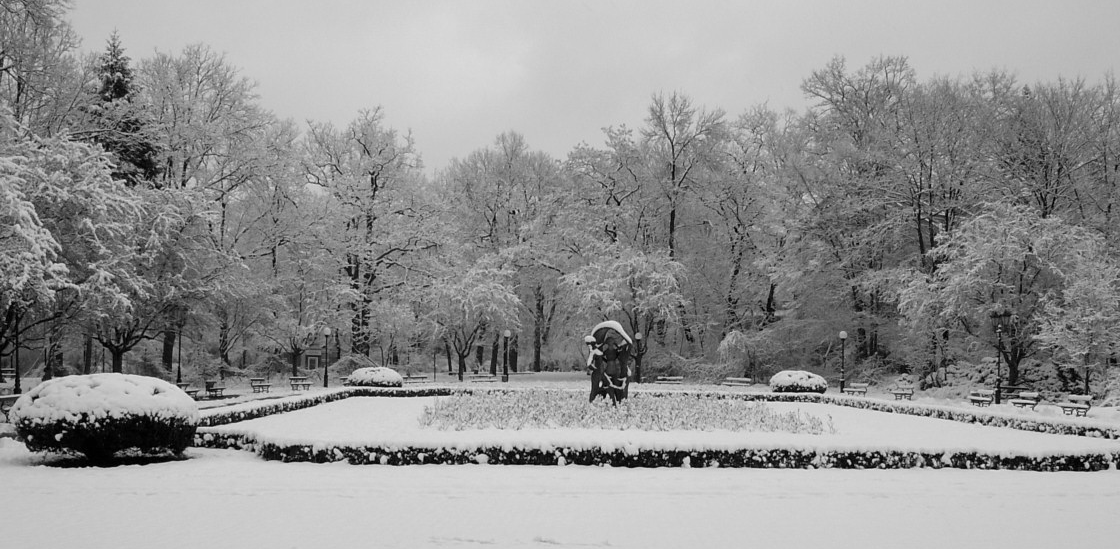
Park Źródliska w Łodzi

Opis parku
Źródliska I
rejon ulic: Fabryczna, Przędzalniana, Piłsudskiego Opis parku
Źródliska II
rejon ulic: Pl. Zwycięstwa, Targowa, Fabryczna Opis parku

### Nad Jasieniem

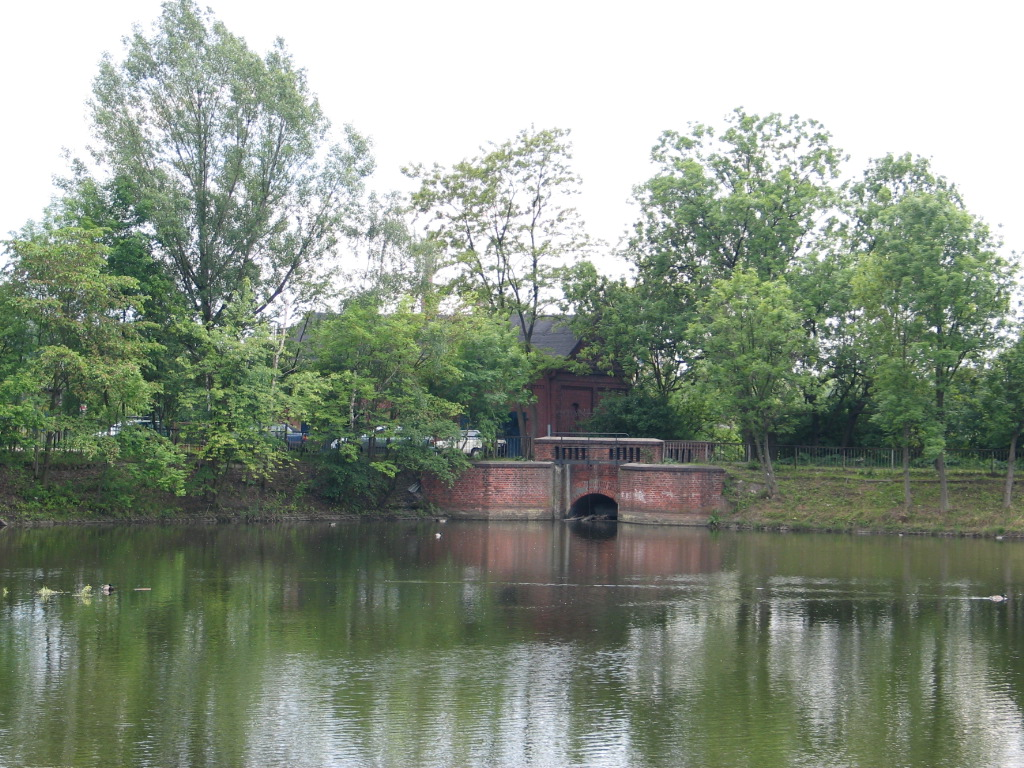
Wójtowski Młyn nad Jasieniem

rejon ulic: Śmigłego Rydza, Tymienieckiego, Zbiorcza
Opis parku
Opis parku 2

### Podolski
rejon ulic: Śmigłego Rydza, Zbaraska
Opis parku

### Kilińskiego
rejon ulic: Kilińskiego, Tymienieckieqo

### Gen. Zaruskiego

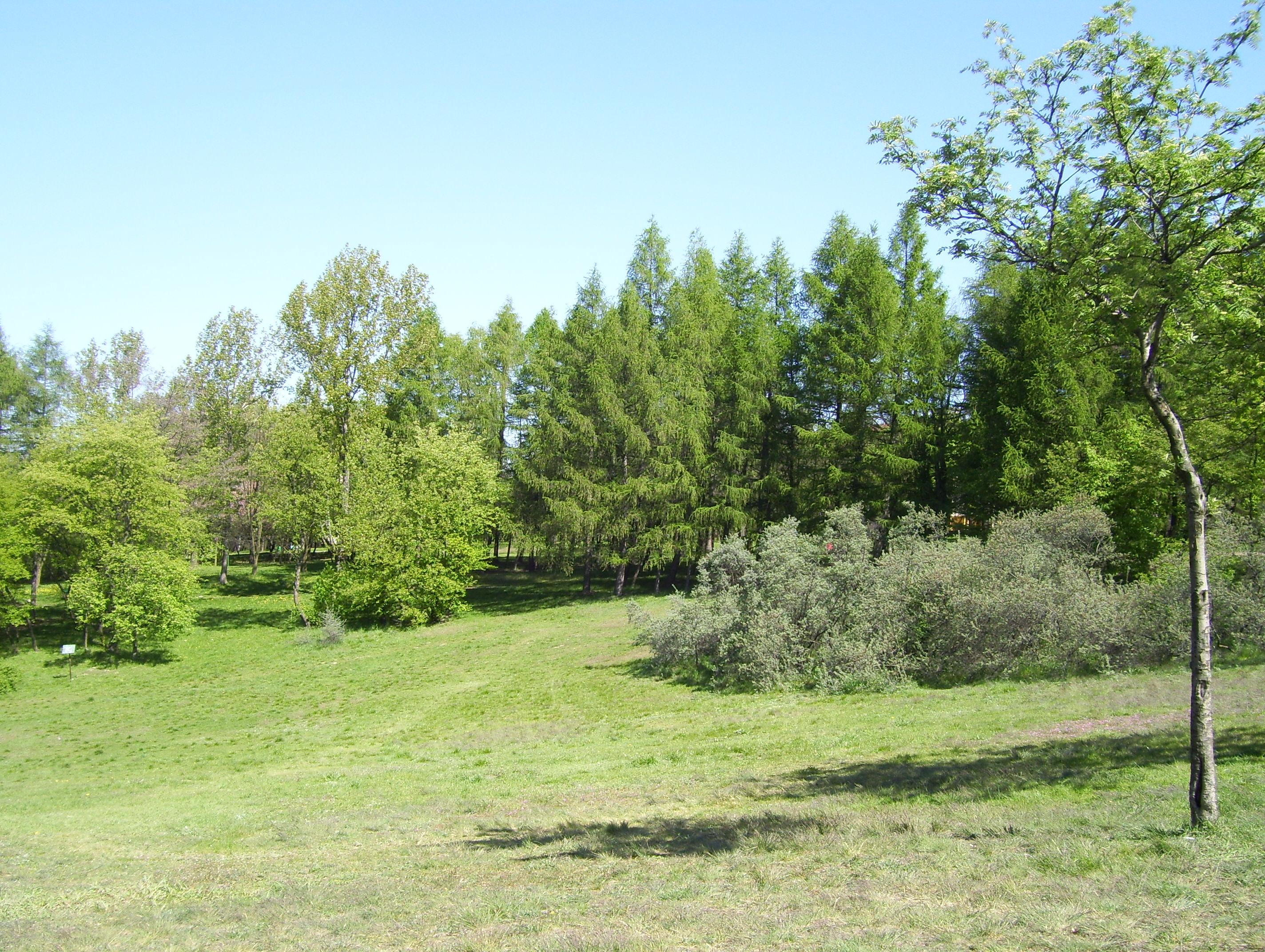
Park M. Zaruskiego

Dawniej „Krasickiego" lub „Na Stokach"
rejon ulic: Szczytowa, Giewont
Opis parku

### Widzewska Górka
rejon ulic: Milionowa, Czernika, Bartoka
Jeden z najmłodszych łódzkich parków, utworzony w latach 1999-2001, zlokalizowany na osiedlu Widzew-Wschód.

### Baden-Powella
Dawniej Park Rozrywkowy (nazwa zmieniona w lipcu 2007)
rejon ulic: Małachowskiego, Niciarniana, Konstytucyjna
Jeden z najmłodszych łódzkich parków (utworzony w 1970), przyległy do Parku 3 Maja.

### Źródła Olechówki
rejon ulic: al. Ofiar Terroryzmu 11 Września, Kazimierza Odnowiciela, Bolka Świdnickiego, Transmisyjna
Park utworzony w 2010 roku. Powierzchnia 16,93 ha.

### Park na Janowie
rejon ulic: Maćka z Bogdańca, Juranda ze Spychowa, Oleńki Billewiczówny, Hetmańska

### Park Pod Brzozami
rejon ulicy Relaksowej

## Parki planowane
- przy ul. Podchorążych (Polesie)[1]
- przy ul. Janowskiej (Widzew)[1]
- na Sikawie (Widzew)[10]